# Ortocèfal
Ortocèfál (del grec orthós, recte, i kephalé, cap) és quan els índexs vertico-transversal i vertico-longitudinal d'un crani, són de 92 a 98 i de 72 a 74,9 o 75, respectivament.
Derivació: Ortocefàlia